# Stefan Reichmuth
Stefan Reichmuth (Grosswangen, Luzern kanton, 1994. szeptember 20. –) svájci szabadfogású birkózó. A 2019-es birkózó-világbajnokságon bronzérmet szerzett 86 kg-os súlycsoportban, szabadfogásban.

## Sportpályafutása
A 2019-es birkózó-világbajnokságon a 86 kg-osok súlycsoportjában megrendezett bronzmérkőzés során a kolumbiai Carlos Arturo Izquierdo Mendez volt ellenfele, akit 3–0-ra legyőzött.